# 伊那電気鉄道デキ10形電気機関車
伊那電気鉄道デキ10形電気機関車（いなでんてきてつどうデキ10がたでんききかんしゃ）は、伊那電気鉄道（現在のJR東海飯田線の一部）が1927年（昭和2年）に新製した直流用電気機関車である。
保有事業者である伊那電気鉄道の戦時買収・国有化に伴って本形式も国有鉄道（鉄道省）籍へ編入され、戦後、ED32形と改番された。

## 概要
1927年（昭和2年）6月に三菱電機（電気部分）および三菱造船所（機械部分）でデキ10形10の1両が新製された。
運転室の前後にやや短い機械室（ボンネット）を備える凸形車体を有し、棒台枠釣り合い梁式台車を装着するなど、ウェスティングハウス・エレクトリック (WH) 社製電気機関車の国内模倣製品としての典型的な特徴を備える。乗務員扉は前後妻面の向かって左側に備え、その分機械室が右側に偏って配置されている点も同様であるが、ウェスティングハウス・エレクトリック機もしくは同社製電気機関車を忠実に模倣して設計・製造された電気機関車各形式と比較して、機械室の位置が若干車体中心寄りである点が異なり、同様の設計によって新製された三菱製電気機関車には大阪鉄道が発注したデキA形・三河鉄道が発注したキ10形などが存在する。
パンタグラフは運転室屋根上中央部に1基搭載し、連結器はシャロン式上作用型並形自動連結器を前後とも装着した。

## 導入後の変遷
1943年（昭和18年）に実施された伊那電気鉄道の戦時買収・国有化に伴い、本形式も鉄道省籍へ編入された。買収後も伊那電気鉄道時代の番号のまま使用されたが、1952年（昭和27年）の車両称号規程改正により、ED32形ED32 1と改称・改番された。なお、伊那電気鉄道の保有する路線は架線電圧1,200V仕様であったが、国有化後に1,500Vへの昇圧工事が実施され、本形式も昇圧対応改造を施工した。その際、一部の主要機器については国鉄制式機器に換装された。
本形式は落成後から国有化以降にかけて一貫して伊那松島機関区に配置され、天竜峡以北の飯田線で使用された。1960年（昭和30年）2月に廃車され、岳南鉄道に譲渡された。
岳南鉄道では国鉄時代の形式番号のまま導入され、従来車体中央部に1基のみであったパンタグラフを車体端部に移設の上で2基に増設されるとともに、運転士側に1枚のみであった前面窓についても中央部に1枚を増設した。
同じく国鉄から移籍したED29形などとともに貨物列車の牽引や構内入換用に使用されたが、1976年（昭和51年）の水害によって路線が寸断された際、本形式は終点の岳南江尾駅にとり残されてそのまま運用を離脱し、長期間休車となった後、1988年（昭和63年）に廃車・解体処分された。